# 수제비
수제비(문화어: 뜨더국, 영어: Sujebi)는 밀가루를 이용하여 만드는 전통 음식이다.
손으로 적당히 뜯은 밀가루 반죽에 다양한 채소를 곁들여 끓여먹는 국이다. 맛과 조리법은 칼국수와 유사하나, 칼국수는 밀가루 덩어리가 아닌 기다란 국수로 만든다는 차이가 있다. 빈대떡과 함께 비 오는 날에 먹는 음식으로도 알려져 있다.
멸치, 조개, 다시마 등이 재료로 사용되며, 오랜 시간에 걸쳐 국물을 낸 뒤 국수를 더하고 동박, 감자나 김치를 곁들인다.

## 기원
밀가루로 만드는 수제비와 국수는 고려 시대부터 먹기 시작했으나, 수제비라는 단어 자체는 조선 중기에 만들어졌다. 손을 뜻하는 한자 수(手)와 접는다는 의미의 '접'이 합쳐져서 '수접이'라 부른데서 나왔다.
조선 시대 이래 한국인은 다양한 목적에서 다양한 형태의 수제비를 만들어 먹기 시작했다. 현재는 평범하고 서민적인 음식으로 간주되나, 과거에는 그리 흔히 먹을 수 없어 돌잔치와 같은 잔치 때 먹는 특별한 음식으로 취급되기도 했다.
북한에서는 수제비 대신 밀가루뜨더국이라는 표현을 사용한다. 이는 '밀가루를 뜯어 만든 국'이라는데서 나온 말이다.
대한민국에서도 수제비를 가리키는 이름은 지역에 따라 큰 차이가 있다.
| 지역 또는 도시 이름               | 이름                            |
| --------------------------------- | ------------------------------- |
| 조선민주주의인민공화국            | 밀가루뜨더국                    |
| 경기도와 강원도                   | 뜨데기 또는 뜨덕국              |
| 전라남도                          | 떠넌죽 또는 띠연죽              |
| 경상남도                          | 수지비, 밀제비, 또는 밀까리장국 |
| 전라남도 여수시와 경상북도 봉화군 | 다부렁죽 또는 벙으래기          |

## 같이 보기
- 칼국수
- 빈대떡
- 한국의 국수